# ویخووا ناد ییزروو
ویخووا ناد ییزروو (به چکی: Víchová nad Jizerou) یک منطقهٔ مسکونی در جمهوری چک است که در شهرستان سمیلی واقع شده‌است.
 ویخووا ناد ییزروو  ۹۳۵ نفر جمعیت دارد و ۴۱۱ متر بالاتر از سطح دریا واقع شده‌است.